# 톰 브룩
톰 브룩(Tom Brooke, 1978년 ~ )은 잉글랜드의 배우이다.

## 출연 작품
- 스탈린이 죽었다! - 세르게이 역